# Línea C-2 (Cercanías Asturias)
La línea C-2 es una línea de Cercanías del núcleo de cercanías de Asturias, cuyos servicios son operados por Renfe Operadora bajo el nombre de Renfe Cercanías. Esta línea comunica la estación de Llamaquique con los municipios de Langreo, Ribera de Arriba y San Martín del Rey Aurelio por las vías de Adif. El trayecto entre Llamaquique y El Entrego dura aproximadamente 40 minutos, pero en horas punta y de lunes a viernes, los trenes CIVIS recortan el recorrido a 35 minutos. La mayoría de los trenes de la línea C-2 siguen en la línea C-3 hasta Avilés o San Juan de Nieva.

## Trenes utilizados
La línea se opera únicamente con trenes Civia. Antiguamente se explotaba con Serie 440R